# Света Петка (Халкидики)
Света Петка (грч. Αγία Παρασκευή, Аја Параскеви) је насељено место у општини Касандра у периферији Средишња Македонија, Грчка. Према попису из 2021. године било је 300 становника.
Према бугарском географу и историчару, Василу Канчову, у Светој Петки је 1900. године живело 384 Грка.